# Troll von Troy
Troll von Troy (franz. Originaltitel: Trolls de Troy) ist eine französische Comicserie von Christophe Arleston und Jean-Louis Mourier, ein Prequel zu seiner Comicserie „Lanfeust von Troy“.

## Handlung
In der Welt von Troy leben die unterschiedlichsten Wesen, aber die aus Sicht der Menschen gefährlichsten sind die Trolle. Eines Tages beschließt Rysta Fuquatou, der Hochehrwürdige von Eckmülen, die Trolle als Diener zu versklaven – und das nur, weil sie in ihrer Kultur Menschen hauptsächlich als Nahrungs- und Dekorationsmittel betrachten. Er lässt eine Phalanx aus Trolljägern bilden, die schreckliche magische Kräfte besitzen. Teträm aus dem Dorf Palomp und seine Adoptivtochter Waha, machen sich auf, ihre verzauberte und entführte Familie zu retten...
In immer wieder neuen Situation schlagen sich die Trolle mit den Ränkespielen des Hochehrwürdigen Rysta Fuquatou herum und verteidigen ihr kleines Trolldorf erfolgreich gegen mannigfaltige Bedrohungen von außen.

### Hauptfiguren
- Teträm, Großvater des Trolls Hébus aus der Comic-Serie „Lanfeust“, ist ein typischer Troll: Rotbraunhaarig, umgeben von seinen ihn stets begleitenden Fliegen (er kennt jede mit Namen), immer rauflustig und immer hungrig. Sein Leibgericht ist Gefüllter Bauer und dazu liebt er ein gutes Fass Klostoper Wein. Teträm ist ein vorbildlicher Familienvater und sehr stolz auf seine menschliche Adoptivtochter Waha. Er hat vor nichts und niemandem Angst ... außer vor Wasser (wie alle Trolle). In gefährlichen Situationen denkt und plant Waha für ihn, da Teträms Standardtaktik – „OK, wir gehen jetzt 'raus und schlagen alles kurz und klein.“ – nicht immer direkt zum Erfolg führt.
- Puitepée ist Teträms liebevolle, getreue Gemahlin, eine exzellente Köchin und sehr geschickt in der Dekoration des gemeinsamen Hauses, ausschließlich mit biologischen (meist menschlichen) Materialien. Sie hat drei Kinder: Den kleinen Gnondpom, der mal ein richtiger Troll, so wie sein Vater, werden will und dabei gute Ansätze zeigt, und die noch namenlosen Zwillinge.
- Waha ist die menschliche Adoptivtochter von Teträm und Puitepée. Wer ihre wirklichen Eltern sind und wie und warum sie bei den Trollen aufgenommen wurde, wird in Band 14 erklärt. Sie liebt und verehrt ihren „P'pa Teträm“ und fühlt und verhält sich wie ein echter Troll. Spricht man sie aber auf ihr leichtes Behaarungsdefizit an, reagiert sie entsprechend den Vorgaben ihres Adoptivvaters. Wie alle Menschen auf der Welt Troy hat sie eine besondere magische Fähigkeit – und ihre ist besonderer als die der meisten: Es ist eine Zufallsfähigkeit, die jedes Mal einen anderen Effekt hat. Mal entstehen nur Seifenblasen, mal fällt ein Haus vom Himmel und ein anderes Mal gibt es eine Sintflut. Waha wird immer in einem knappen Fellkleid oder später nur mehr mit einer sehr kurzen Bluse und einem Stoffstreifen in der Schamgegend dargestellt. Sie steht damit im scharfen Kontrast zu den unattraktiven Trollen, vor allem den Trollfrauen. Trotzdem wird sie von Trollen (zumindest von Pröfy) als attraktiv angesehen.
- Gnondpom, der leibliche Sohn von Teträm und Puitepée und Brüderchen von Waha, und Tyneth, das Töchterchen des Dorfchefs Haïgwépa, sind unzertrennliche Freunde, wenn sie die anderen Trolle auf deren Abenteuern begleiten. Sie sind antiautoritär erzogen und spielen gerne mit Menschen (oder deren Körperteilen).
- Pröfy ist halb Troll (mütterlicherseits), halb Mensch (väterlicherseits) und stammt ursprünglich aus einem anderen Dorf. Er ist nicht unbedingt intelligent (was unter Trollen als Vorteil zu werten ist), aber er ist ein treuer und verlässlicher Mitstreiter an der Seite von Teträm und Waha, wenn es gilt, Unheil vom Dorf abzuwenden. Er ist unsterblich in Waha verliebt und möchte sie heiraten. Es gibt nur drei Probleme: Obwohl Waha ihn liebt, reicht er in ihren Augen nicht an „P'pa Teträm“ heran, zweitens hält Teträm Waha noch für viel zu jung zum Heiraten und drittens muss ein Troll vor der Heirat ein Haus für die zukünftige Familie bauen. Als Running Gag versucht Pröfy dies in jeder Geschichte, und immer enden seine genialen Ideen in einer Katastrophe. Als er es endlich schafft, ein stabiles Domizil zu erbauen, wird es durch die Aktivitäten der anderen Trolle bei der Einweihungsparty erneut zerstört, worauf Pröfy in eine katatonische Depression verfällt, durch die er erst durch den Psychotherapeuten Sigismond LaJoie geheilt werden kann, durch den Pröfy seinen lange vermissten Vater wiederfindet.
- Haïgwépa ist der Chef des Dorfes Palomp (Phalompe), das heißt offiziell ist er diejenige Person im Dorf, die während des Wahlvorganges bewiesen hat, dass sie am härtesten zuschlagen kann.
- Roken ist das schwarze Schaf des Dorfes. Als Troll ist er ohne Tugenden: Er ist gemein, feige und hinterhältig intelligent. Auch er hat eine Schwäche für Waha, aber seit diese ihm in einem Kampf in der Schule das Ohr abbiss, trägt er stets einen Kopfverband, um seine Schande zu bedecken.
- Der alte Zaubertroll Waderëh lebt allein, nicht weit vom Dorf entfernt, in einer verfallenen Stadt in den Sümpfen. Als weiser Mann bereitet er Zaubertränke und bewahrt das Wissen der Trollmagie, die sich von der der Menschen unterscheidet. Da er keine Zähne mehr hat, verwendet er einen mannshohen Mörser, in dem er seine Beute zerkleinert, ehe er sie als Nahrung mit einem Strohhalm zu sich nimmt. Zu Beginn der Geschichte hatte er bereits einmal Waha in seinem Mörser, aber nur kurz.
- Rysta Fuquatou, der Hochehrwürdige von Eckmül, ist der Primus des Universitären Konservatoriums von Eckmül, der Vorsitzende der Ratsversammlung und der mächtigste Mann auf Troy. Bei allen seinen Versuchen, noch mächtiger zu werden, kommen ihm immer wieder die Trolle in den Weg, die er deshalb mit immer neuen Strategien – vergeblich – bekämpft.

### Comicserie
Die von Christophe Arleston erdachte und von Jean-Louis Mourier gezeichnete Serie erscheint in Deutschland im Carlsen Verlag.
| Band (Jahr) | Französischer Titel                       | Deutscher Titel                   | Anmerkung / Wortspiel                                                               |
| ----------- | ----------------------------------------- | --------------------------------- | ----------------------------------------------------------------------------------- |
| 1 (1997)    | Histoires Trolles                         | Trollgeschichten                  | Histoires drôles ⇒ Lustige Geschichten                                              |
| 2 (1998)    | Le Scalp du Vénérable                     | Der Skalp des Hochehrwürdigen     |                                                                                     |
| 3 (1999)    | Comme un Vol de Pétaures                  | Der Flug der Petauren             |                                                                                     |
| 4 (2000)    | Le Feu occulte                            | Okkultes Feuer                    | Le Feu au Cul ⇒ Feuer im Hintern                                                    |
| 5 (2001)    | Les Maléfices de la Thaumaturge           | Die Ränke der Wundertäterin       |                                                                                     |
| 6 (2002)    | Trolls dans la Brume                      | Trolle im Nebel                   | Anspielung auf Gorillas im Nebel                                                    |
| 7 (2004)    | Plume de Sage                             | Die Feder des Weisen              |                                                                                     |
| 8 (2005)    | Rock'n Troll Attitude                     | Rock'n'Troll                      | Rock ’n’ Roll und die Rolling Stones                                                |
| 9 (2006)    | Les Prisonniers du Darshan (I)            | Gefangen in Darshan               |                                                                                     |
| 10 (2007)   | Les Enragés du Darshan                    | Ärger in Darshan                  |                                                                                     |
| 11 (2008)   | Trollympiades                             | Trollympiade                      | Zeitlich passend zu den Olympischen Sommerspielen in Peking                         |
| 12 (2009)   | Sang Famille (I)                          | Familienbande                     | Sans Famille ⇒ Ohne Familie                                                         |
| 13 (2010)   | La Guerre des Gloutons (II)               | Der Krieg der Vielfraße           |                                                                                     |
| 14 (2010)   | L'Histoire de Waha                        | Wahas Geschichte                  |                                                                                     |
| 15 (2011)   | Boules de Poils (I)                       | Fellkugeln (I)                    | Der franz. Titel bedeutet sowohl Fellkügelchen als auch – in Argot – behaarte Hoden |
| 16 (2012)   | Poils de Trolls (II)                      | Fellkugeln (II)                   |                                                                                     |
| 17 (2013)   | La Trolle Impromptue (Le Mariage de Waha) | Frauentausch                      |                                                                                     |
| 18 (2014)   | Pröfy Blues                               | Pröfi hat den Blues               |                                                                                     |
| 19 (2014)   | Pas de Nöl pour le Père Grommël           | Ein pelzsträubendes Wintermärchen |                                                                                     |
| 20 (2015)   | L'Héritage de Waha                        | Wahas Erbschaft                   |                                                                                     |
| 21 (2016)   | L'Or des Trolls                           | Das Gold der Trolle               |                                                                                     |
| 22 (2016)   | À l'École des Trolls                      | In der Trollschule                |                                                                                     |
| 23 (2018)   | Art Brut                                  | Art Brut                          |                                                                                     |
| 24 (2019)   | Un caillou sur la tête                    | Stillstand unterm Kieselstein     |                                                                                     |
| 25 (2021)   | On ne badine pas avec les mouches         | Mit Fliegen spaßt man nicht       |                                                                                     |

### Gewaltdarstellung
Die detaillierte Darstellung von Gewalt ist ein Element der Serie. Die gezeichneten Menschen, Tiere und Phantasiewesen werden dabei bei lebendigem Leibe gefressen, gegrillt, verbrannt, gehäutet, gefoltert, zerdrückt, zertreten und auf andere Weise getötet oder verletzt. Oft geschieht Gewalt oder Mord am Rande des Geschehens bzw. wird als völlig natürlich und nebensächlich dargestellt, ohne Empathie der Trolle (oder der menschlichen Waha) gegenüber anderen Wesen (ausgenommen der eigenen Trollfamilie).
Laut Beurteilung der Bundesprüfstelle für jugendgefährdende Medien ist der Comic für Kinder ab 12 freigegeben.

### Running Gags
Mehrere Running Gags durchziehen die Episoden. Beispiele sind:
- Pröfys erfolgloser Hausbau;
- die Angst der Trolle vor Wasser – und wie sie mit dieser Angst umzugehen versuchen;
- das (gemeinschaftliche) Loben der (eigenen) Intelligenz oder der Intelligenz der anderen, wenn für Herausforderungen äußerst brutale Lösungen gefunden wurden.

## Hintergrund

### Mensch vs. Troll
Der Comic liefert ironische Seitenhiebe auf menschliches Verhalten: Während Menschenfrauen ihre Wohnungen mit Pflanzen (Blumen) verschönern, ziehen Trollfrauen für den gleichen Zweck Arrangements von Körperteilen und Organen von Säugetieren – besonders Menschen – vor. Ein weiteres wichtiges Unterscheidungsmerkmal ist, dass Menschen in der Serie immer mit komplizierten Plänen und Hintergedanken auf Bereicherung oder Machtgewinn abzielen, während die Trolle immer sehr spontan, unreflektiert und brachial handeln und dabei keinerlei Gewissensbisse haben oder Empathie gegenüber anderen Wesen zeigen.

### Namensbedeutung
Man kann diese Comic-Serie also wie eine derbe, schwarzhumorige Abenteuergeschichte lesen. Aber wie bei den Asterix-Bänden gibt es noch ein zweites, auf den ersten Blick verborgenes Niveau. So sind die Namen aller Akteure verschlüsselte Begriffe (einige Beispiele aus den bisher etwa 50 Entschlüsselungen):
- Fydelkass (der bärtige Dorflehrer) ⇒ Fydelkass Troll ⇒ Fidel Castro
- Haïgwépa (der Dorfbürgermeister) ⇒ Haïgwépa Troll ⇒ Highway Patrol (deut.: Autobahnstreife)
- Hébus (der Trollfreund von Lanfeust) ⇒ Troll Hébus ⇒ Trolley Bus (deut.: Bus mit Oberleitung)
- Pröfy (der Möchtegern-Verlobte von Waha) ⇒ Pröfy Troll ⇒ Profiteroles (deut.: kleiner (!) Windbeutel)
- Rysta Fuquatou (der Hochehrwürdige von Eckmül) ⇒ Fuquatou Rysta ⇒ fuck a Tourista (deut.: schlafe mit einer Touristin)
- Soychantruit Le Bourgmestre (der Bürgermeister von Eckmül) ⇒ Le Bourgmestre Soychantruit ⇒ Le bon Mai '68 (deut.: der gute 68er Mai)
- Tëtram (Ziehvater von Waha und Großvater von Hébus) ⇒ Troll Tëtram ⇒ Drôle de Drame (deut.: lustiges Drama)
- Waderëh (der alte Zaubertroll) ⇒ Waderëh Troll ⇒ (lat.) Vade retro ⇒ Weiche zurück

### Graphische Umsetzung
Sieht man sich die sehr detailreichen Zeichnungen mit der Lupe an, kann man weitere versteckte Gags entdecken (das erste Bild des ersten Bandes ist ein gutes Beispiel: in die Fenster schauen!) und findet Hinweise auf Filme, andere Comics oder deren Zeichner. In Phantasieschriften oder Flaggenmustern (nach Drehung um 90°) und auf winzigen Dokumenten in den Panels stehen kurze Texte oder Fragen. In den Sprechblasen selber finden sich der Handlung angepasste geschüttelte oder umgestellte Werbesprüche, Filmzitate oder Aussprüche von Politikern.
Viele dieser Elemente gehen bei der deutschen Übersetzung verloren.

### Vergleich mit Asterix und Obelix
In der französischen Comic-Szene wird darauf hingewiesen, dass Trolls de Troy mehrere Parallelen mit Asterix und Obelix hat: In beiden Serien wird sehr viel und sehr gerne gegessen, getrunken, geprügelt und gelacht; Freundschaft und Verbundenheit der Dorfbewohner sind hohe Tugenden; und es müssen schwierige Abenteuer – meist auf langen Reisen und gegen mächtige Gegner – bestanden werden, die man aber mit Humor, Magie und brachialer Diplomatie strahlend besteht. Auch die Grundideen einiger Running Gags weisen Parallelen auf.